# Kênh đào Mittlere-Isar

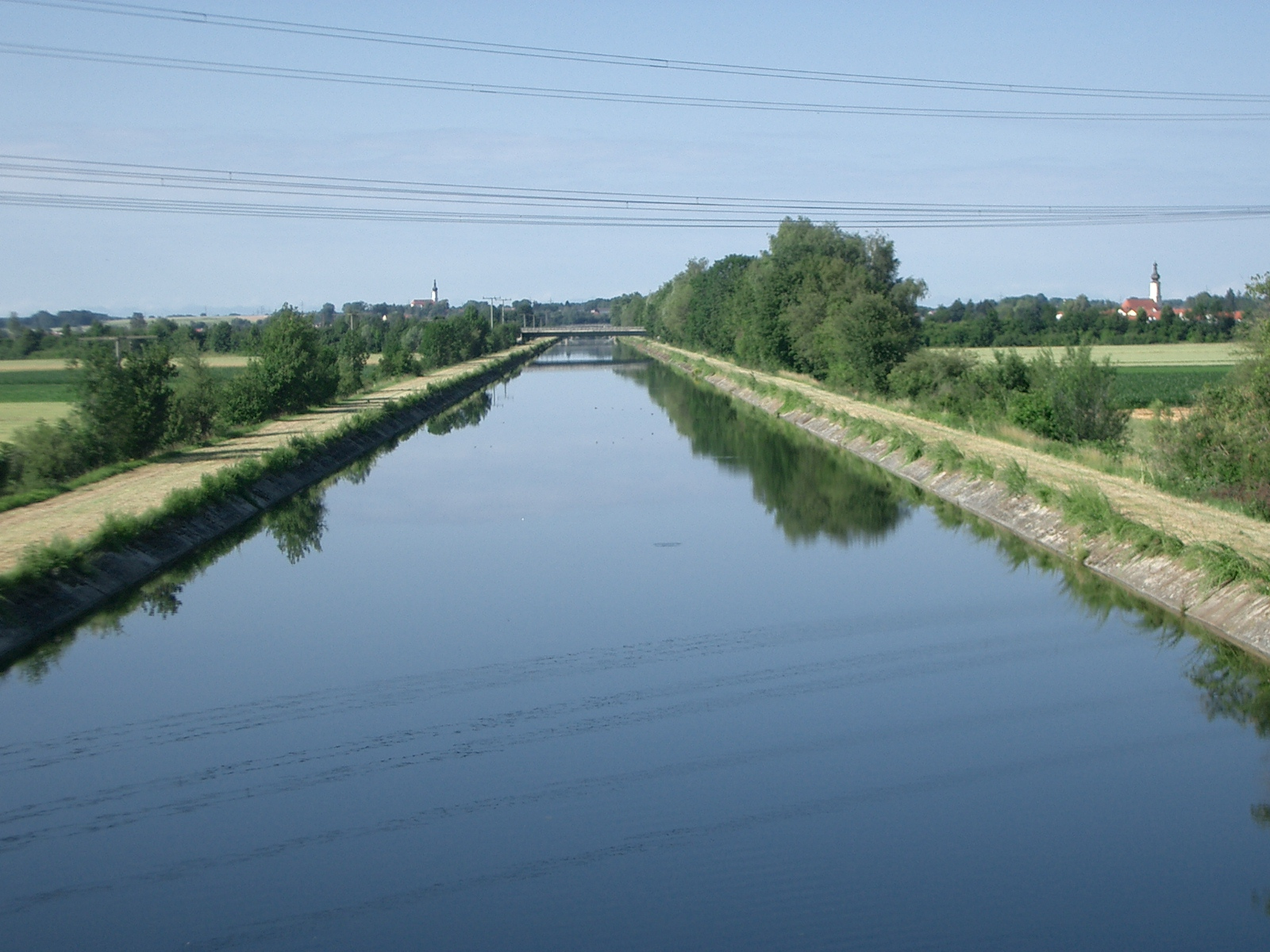
Kênh đào gần làng Reisen

Kênh đào Mittlere-Isar (tiếng Đức: Mittlere-Isar-Kanal) là một con kênh được đào song song theo phần giữa của sông Isar; ở phía Bắc của thành phố München nó tách ra về phía tay phải của sông Isar và nhập lại vào sông này 64 Kilometer sau đó gần Landshut. Kênh đào này hình thành với các nhà máy thủy điện một bức thang thủy điện, với một độ dốc tổng cộng là 109 m để sản xuất điện.

## Tiến trình

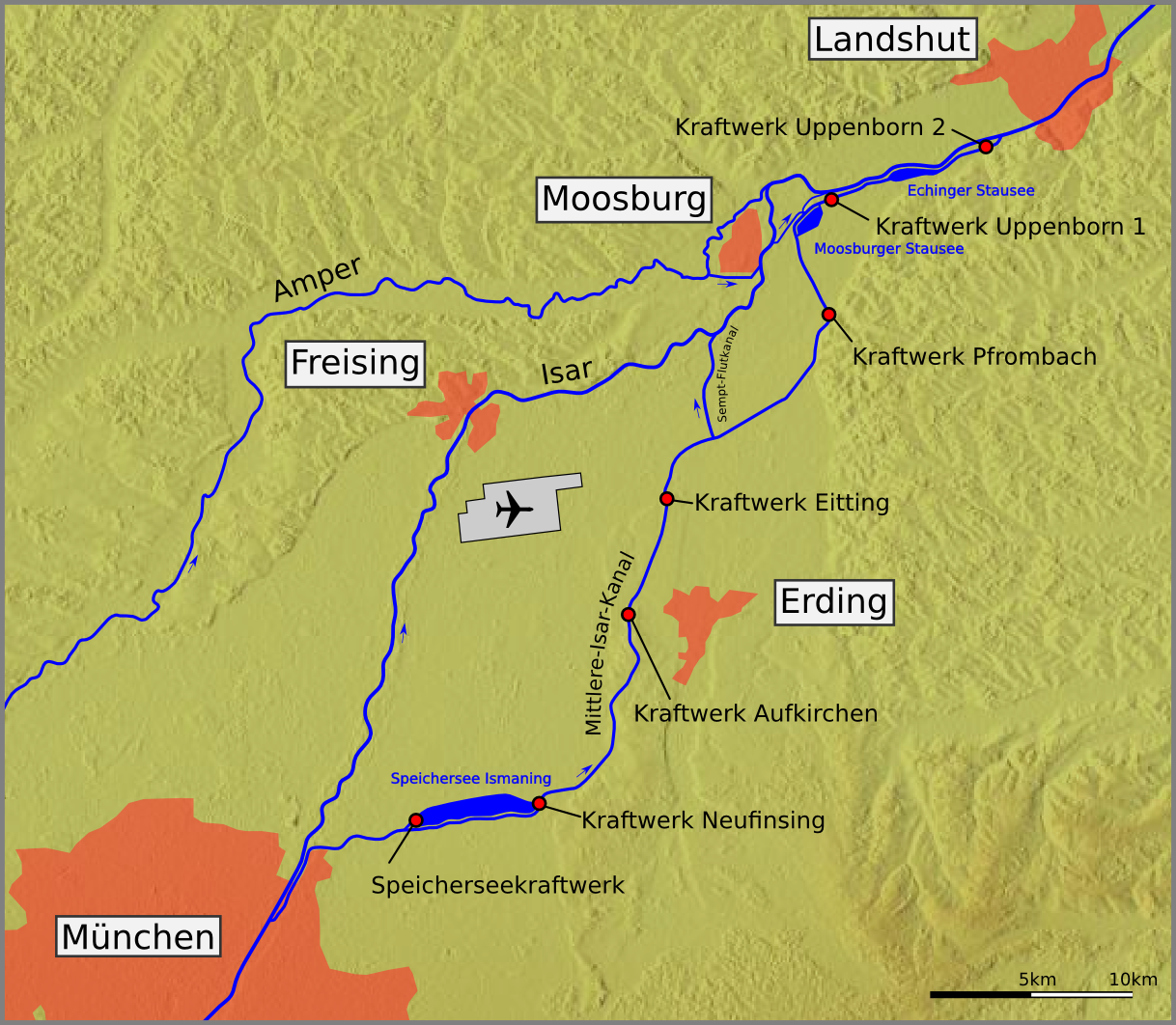
Vị trí kênh đào

Tại đập nước Oberföhring gần cuối thành phố München về phía bắc kênh đào này tách ra khỏi sông Isar, chạy thêm vào cây số song song với nhau, rồi từ phía Bắc của Unterföhring nó rẽ sang hướng Đông. Sau một vài cây số, một phần nước kênh đào chảy vào Ismaninger Speichersee, Isarkanal tiếp tục chảy song song theo Speichersee. Tại Neufinsing hai bên lại nhập vào qua một nhà máy thủy điện rồi chảy về hướng Bắc, ngang qua Erding về hướng tây. Vào quãng phi trường München Franz Josef Strauß nó chảy theo hướng Đông Bắc và tại Moosburg chạy lại song song với sông Isar, sau vài cây số thì nhập vào ở phía Tây Nam thành phố Landshut. Ở phần cuối này cũng có 2 hồ chứa nước khác, Moosburger và Echinger Speichersee.
Đập nước và 54 km của kênh đào cùng với 5 nhà máy thủy điện thuộc E.ON Wasserkraft GmbH, những cây số còn lại cùng 2 nhà máy Uppenbornwerke thuộc Stadtwerke München. 

## Nhiệm vụ
Kênh đào này không được dùng cho tàu thuyền, chỉ để tạo ra điện. Tổng cộng 7 nhà máy thủy điện được dùng để sản xuất điện.
| Nhà máy                          | Sức sản xuất |          |
| -------------------------------- | ------------ | -------- |
| Speicherseekraftwerk Ismaning    | 1,3 MW       |          |
| Kraftwerk Neufinsing             | 8,0 MW       |          |
| Kraftwerk Aufkirchen             | 27,0 MW      |          |
| Kraftwerk Eitting                | 26,0 MW      |          |
| Kraftwerk Pfrombach              | 22,3 MW      |          |
| Sức sản xuất của E.ON-Kraftwerke |              | 84,6 MW  |
| Uppenbornwerk 1                  | 26,4 MW      |          |
| Uppenbornwerk 2                  | 18,0 MW      |          |
| Sức sản xuất của SWM-Kraftwerke  |              | 44,4 MW  |
| sức sản xuất tổng cộng           |              | 129,0 MW |

Ismaninger Speichersee được dùng để dung hòa sự thay đổi về lượng nước cung cấp từ sông Isar, cũng như là hồ chứa nước cho các nhà máy thủy điện còn lại. Moosburger và Echinger Speichersee thì ngược lại được dùng để bảo đảm là nước từ các thủy điện ở phía trên không chảy quá nhiều xuống, để giữ cho mực nước chảy ở sông Isar được quân bình. 

## Mô tả
Kênh đào nằm một phần ở đồng bằng, có phần nằm giữa các đê, có khúc đê cao tới hơn 15 m trên mặt đất.